# سام جافى
سام جافى (بالإنجليزية: Sam Jaffe)‏ هو ممثل أمريكي، ولد في 10 مارس 1891 بنيويورك في الولايات المتحدة، وتوفي في 24 مارس 1984 ببيفرلي هيلز في الولايات المتحدة بسبب سرطان. من الجوائز التي نالها جائزة بول روبسون ‏ سنة 1978.

## أعمال

### أفلام
- (1937) الأفق المفقود
- (1947) اتفاقية الشرف
- (1959) بن هور[6][7][8]

## جوائز وترشيحات
جوائز
- جائزة بول روبسون [الإنجليزية]‏ (1978)

ترشيحات
- جائزة الأوسكار لأفضل ممثل مساعد

## وصلات خارجية
- سام جافى على موقع IMDb (الإنجليزية)
- سام جافى على موقع الموسوعة البريطانية (الإنجليزية)
- سام جافى على موقع ألو سيني (الفرنسية)
- سام جافى على موقع أول موفي (الإنجليزية)
- سام جافى على موقع قاعدة بيانات برودواي على الإنترنت (الإنجليزية)
- سام جافى على موقع قاعدة بيانات برودواي على الإنترنت (الإنجليزية)
- سام جافى على موقع قاعدة بيانات برودواي على الإنترنت (الإنجليزية)
- سام جافى على موقع قاعدة بيانات الأفلام السويدية (السويدية)
- سام جافى على موقع إن إن دي بي (الإنجليزية)
- سام جافى على موقع قاعدة بيانات الفيلم (الإنجليزية)